# Cleveland Browns 2011
La stagione 2011 dei Cleveland Browns è stata la 58ª della franchigia nella National Football League. La squadra terminò con un record di 4-12, mancando l'accesso ai playoff per il nono anno consecutivo.

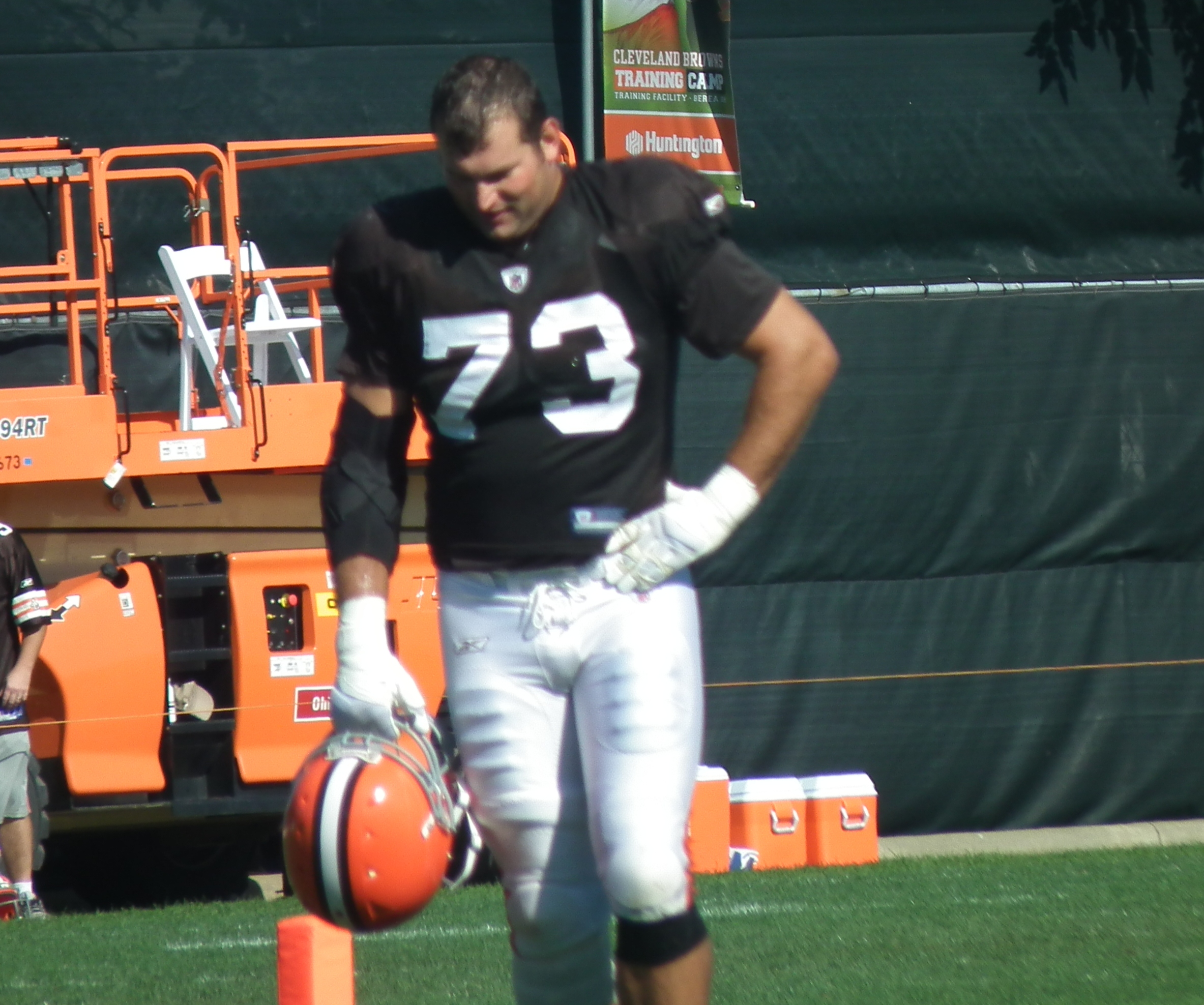
Joe Thomas nel training camp 2011

## Roster
| Roster dei Cleveland Browns nel 2011 |
| --- |
| Quarterback - 9 Thaddeus Lewis - 12 Colt McCoy - 6 Seneca Wallace Running Back - 31 Montario Hardesty - 40 Peyton Hillis - 48 Owen Marecic FB - 25 Chris Ogbonnaya - 44 Eddie Williams FB Wide Receiver - 16 Josh Cribbs RS - 15 Greg Little - 11 Mohamed Massaquoi - 18 Carlton Mitchell - 10 Jordan Norwood - 13 Rod Windsor Tight End - 84 Jordan Cameron - 87 Dan Gronkowski - 89 Evan Moore Offensive Linemen - 72 Oniel Cousins G - 77 John Greco G - 75 Artis Hicks G/T - 66 Shawn Lauvao G - 55 Alex Mack C - 79 Tony Pashos T - 62 Jason Pinkston G/T - 73 Joe Thomas T - 60 Steve Vallos C Defensive Linemen - 94 Auston English DE - 92 Jayme Mitchell DE - 69 Scott Paxson DT - 71 Ahtyba Rubin DT - 70 Brian Sanford DE - 91 Brian Schaefering DT - 97 Jabaal Sheard DE - 98 Phil Taylor DT - 67 Kiante Tripp DT Linebacker - 51 Chris Gocong OLB - 52 D'Qwell Jackson MLB - 54 Ben Jacobs OLB - 56 Kaluka Maiava OLB - 53 Brian Smith MLB - 90 Quinton Spears OLB/DE Defensive Back - 20 Mike Adams FS - 24 Sheldon Brown CB - 34 James Dockery CB - 23 Joe Haden CB - 27 Eric Hagg SS - 21 Dimitri Patterson CB - 22 Buster Skrine CB - 41 Ray Ventrone SS - 28 Usama Young FS Special Team - 4 Phil Dawson K - 7 Brad Maynard P - 57 Christian Yount LS Lista delle riserve - 58 Marcus Benard DE (NF-Inj.) - 59 Titus Brown MLB (IR) - 99 Scott Fujita OLB (IR) - 2 Reggie Hodges P (IR) - 29 Brandon Jackson RB (IR) - 8 Richmond McGee P (IR) - 81 Alex Smith TE (IR) - 65 Eric Steinbach G (IR) - 96 Emmanuel Stephens DE (IR) - 43 T.J. Ward SS (IR) - 82 Benjamin Watson TE (IR) Squadra di allenamento - 78 Dominic Alford G/T - 88 Torrey Grissett WR - 95 Ayanga Okpokowuruk DE - 93 Craig Robertson MLB - 74 Jarrod Shaw G - 36 David Sims SS - 35 Armond Smith RB - 17 Owen Spencer WR |
| Legenda - I rookie sono in corsivo. - Il primo ruolo è il principale mentre gli eventuali successivi indicano i ruoli secondari. - (IR) sta per Injured Reserve ed indica la lista ristretta per un solo giocatore infortunato che può tornare ad allenarsi dopo la settimana 6 e a rientrare in prima squadra dopo che questa ha giocato 8 partite. - (NF-Inj.) / (NF-Ill.) stanno rispettivamente per Non-Football Injured e Non-Football Illness ed indicano le liste dove viene inserito un giocatore che ha un infortunio o una malattia non dipendente dal football americano. - (PUP) sta per Physically Unable to Perform ed indica la lista dove viene inserito un giocatore mentre è in attesa di recuperare la condizione fisica. Nella stagione regolare dopo la sesta partita giocata dalla propria squadra, il giocatore ha tempo tre settimane per riprendere ad allenarsi, più tre settimane aggiuntive dal suo rientro agli allenamenti per rientrare in prima squadra. |

## Calendario
| Stagione regolare |                    |                        |                    |                    |                               |                    |                    |                    |
| Turno             | Data               | Avversario             | Risultato          | Record             | Stadio                        | Sintesi            |                    |                    |
| 1                 | 11 settembre       | Cincinnati Bengals     | S 17–27            | 0–1                | Cleveland Browns Stadium      | Recap              |                    |                    |
| 2                 | 18 settembre       | at Indianapolis Colts  | V 27–19            | 1–1                | Lucas Oil Stadium             | Recap              |                    |                    |
| 3                 | 25 settembre       | Miami Dolphins         | V 17–16            | 2–1                | Cleveland Browns Stadium      | Recap              |                    |                    |
| 4                 | 2 ottobre          | Tennessee Titans       | S 13–31            | 2–2                | Cleveland Browns Stadium      | Recap              |                    |                    |
| 5                 | Settimana di pausa | Settimana di pausa     | Settimana di pausa | Settimana di pausa | Settimana di pausa            | Settimana di pausa | Settimana di pausa | Settimana di pausa |
| 6                 | 16 ottobre         | at Oakland Raiders     | S 17–24            | 2–3                | O.co Coliseum                 | Recap              |                    |                    |
| 7                 | 23 ottobre         | Seattle Seahawks       | V 6–3              | 3–3                | Cleveland Browns Stadium      | Recap              |                    |                    |
| 8                 | 30 ottobre         | at San Francisco 49ers | S 10–20            | 3–4                | Candlestick Park              | Recap              |                    |                    |
| 9                 | 6 novembre         | at Houston Texans      | S 12–30            | 3–5                | Reliant Stadium               | Recap              |                    |                    |
| 10                | 13 novembre        | St. Louis Rams         | S 12–13            | 3–6                | Cleveland Browns Stadium      | Recap              |                    |                    |
| 11                | 20 novembre        | Jacksonville Jaguars   | V 14–10            | 4–6                | Cleveland Browns Stadium      | Recap              |                    |                    |
| 12                | 27 novembre        | at Cincinnati Bengals  | S 20–23            | 4–7                | Paul Brown Stadium            | Recap              |                    |                    |
| 13                | 4 dicembre         | Baltimore Ravens       | S 10–24            | 4–8                | Cleveland Browns Stadium      | Recap              |                    |                    |
| 14                | 8 dicembre         | at Pittsburgh Steelers | S 3–14             | 4–9                | Heinz Field                   | Recap              |                    |                    |
| 15                | 18 dicembre        | at Arizona Cardinals   | S 17–20 (DTS)      | 4–10               | University of Phoenix Stadium | Recap              |                    |                    |
| 16                | 24 dicembre        | at Baltimore Ravens    | S 14–20            | 4–11               | M&T Bank Stadium              | Recap              |                    |                    |
| 17                | 1 gennaio          | Pittsburgh Steelers    | S 9–13             | 4–12               | Cleveland Browns Stadium      | Recap              |                    |                    |

Note: gli avversari della propria division sono in grassetto.

## Classifiche
| AFC North               |    |    |   |      |     |      |     |     |     |
|                         | V  | S  | P | %    | DIV | CONF | PF  | PS  | STR |
| (2) Baltimore Ravens    | 12 | 4  | 0 | .750 | 6–0 | 9–3  | 378 | 266 | V2  |
| (5) Pittsburgh Steelers | 12 | 4  | 0 | .750 | 4–2 | 9–3  | 325 | 227 | V2  |
| (6) Cincinnati Bengals  | 9  | 7  | 0 | .563 | 2–4 | 6–6  | 344 | 323 | S1  |
| Cleveland Browns        | 4  | 12 | 0 | .250 | 0–6 | 3–9  | 218 | 307 | S6  |